# Birmingham Classic
Birmingham Classic (sponsorizat în prezent de Viking Cruises) este un turneu de tenis care are loc la Edgbaston Priory Club din Edgbaston, Birmingham, Marea Britanie. A fost fondat în 1982. Din [[WTA Tour 2021|sezonul 2021, a fost inclus în categoria WTA 250. Turneul se joacă în iunie, și reprezintă pregătirea pentru turneul de Grand Slam de la Wimbledon. Locul de desfășurare este Edgbaston Priory Club, pe terenuri cu iarbă.
Pam Shriver deține recordul pentru cele mai multe titluri de simplu cu patru (1984–1987 consecutiv).

## Rezultate

### Simplu
| An                     | Campioană                                      | Finalistă                                      | Scor                                           |                                        |
| ---------------------- | ---------------------------------------------- | ---------------------------------------------- | ---------------------------------------------- | -------------------------------------- |
| 2024                   | Iulia Putințeva                                | Ajla Tomljanović                               | 6–1, 7–6(10–8)                                 | Rothesay Classic                       |
| 2023                   | Jeļena Ostapenko                               | Barbora Krejčíková                             | 7–6(10–8), 6–4                                 | Rothesay Classic                       |
| 2022                   | Beatriz Haddad Maia                            | Zhang Shuai                                    | 5–4, ret.                                      | Rothesay Classic                       |
| 2021                   | Ons Jabeur                                     | Daria Kasatkina                                | 7–5, 6–4                                       |                                        |
| 2020                   | Anulat din cauza pandemiei de COVID-19         | Anulat din cauza pandemiei de COVID-19         | Anulat din cauza pandemiei de COVID-19         | Anulat din cauza pandemiei de COVID-19 |
| 2019                   | Ashleigh Barty                                 | Julia Görges                                   | 6–3, 7–5                                       |                                        |
| 2018                   | Petra Kvitová (2)                              | Magdaléna Rybáriková                           | 4–6, 6–1, 6–2                                  |                                        |
| 2017                   | Petra Kvitová                                  | Ashleigh Barty                                 | 4–6, 6–3, 6–2                                  |                                        |
| 2016                   | Madison Keys                                   | Barbora Strýcová                               | 6–3, 6–4                                       |                                        |
| 2015                   | Angelique Kerber                               | Karolína Plíšková                              | 6–7(5–7), 6–3, 7–6(7–4)                        |                                        |
| 2014                   | Ana Ivanovic                                   | Barbora Záhlavová-Strýcová                     | 6–3, 6–2                                       |                                        |
| ↑ Premier tournament ↑ |                                                |                                                |                                                |                                        |
| 2013                   | Daniela Hantuchová                             | Donna Vekić                                    | 7–6(7–5), 6–4                                  |                                        |
| 2012                   | Melanie Oudin                                  | Jelena Janković                                | 6–4, 6–2                                       |                                        |
| 2011                   | Sabine Lisicki                                 | Daniela Hantuchová                             | 6–3, 6–2                                       |                                        |
| 2010                   | Li Na                                          | Maria Sharapova                                | 7–5, 6–1                                       |                                        |
| 2009                   | Magdaléna Rybáriková                           | Li Na                                          | 6–0, 7–6(7–2)                                  |                                        |
| 2008                   | Kateryna Bondarenko                            | Yanina Wickmayer                               | 7–6(9–7), 3–6, 7–6(7–4)                        |                                        |
| 2007                   | Jelena Janković                                | Maria Sharapova                                | 4–6, 6–3, 7–5                                  |                                        |
| 2006                   | Vera Zvonareva                                 | Jamea Jackson                                  | 7–6(14–12), 7–6(7–5)                           |                                        |
| 2005                   | Maria Sharapova (2)                            | Jelena Janković                                | 6–2, 4–6, 6–1                                  |                                        |
| 2004                   | Maria Sharapova                                | Tatiana Golovin                                | 4–6, 6–2, 6–1                                  |                                        |
| 2003                   | Magdalena Maleeva                              | Shinobu Asagoe                                 | 6–1, 6–4                                       |                                        |
| 2002                   | Jelena Dokic                                   | Anastasia Myskina                              | 6–2, 6–3                                       |                                        |
| 2001                   | Nathalie Tauziat (2)                           | Miriam Oremans                                 | 6–3, 7–5                                       |                                        |
| 2000                   | Lisa Raymond                                   | Tamarine Tanasugarn                            | 6–2, 6–7(7–9), 6–4                             |                                        |
| 1999                   | Julie Halard-Decugis                           | Nathalie Tauziat                               | 6–2, 3–6, 6–4                                  |                                        |
| 1998                   | Anulat după sferturi de finală din cauza ploii | Anulat după sferturi de finală din cauza ploii | Anulat după sferturi de finală din cauza ploii |                                        |
| 1997                   | Nathalie Tauziat                               | Yayuk Basuki                                   | 2–6, 6–2, 6–2                                  |                                        |
| 1996                   | Meredith McGrath                               | Nathalie Tauziat                               | 2–6, 6–4, 6–4                                  |                                        |
| 1995                   | Zina Garrison-Jackson (2)                      | Lori McNeil                                    | 6–3, 6–3                                       |                                        |
| 1994                   | Lori McNeil (2)                                | Zina Garrison-Jackson                          | 6–2, 6–2                                       |                                        |
| 1993                   | Lori McNeil                                    | Zina Garrison-Jackson                          | 6–4, 2–6, 6–3                                  |                                        |
| 1992                   | Brenda Schultz                                 | Jenny Byrne                                    | 6–2, 6–2                                       |                                        |
| 1991                   | Martina Navratilova (2)                        | Natasha Zvereva                                | 6–4, 7–6(8–6)                                  |                                        |
| 1990                   | Zina Garrison                                  | Helena Suková                                  | 6–4, 6–1                                       |                                        |
| 1989                   | Martina Navratilova                            | Zina Garrison                                  | 7–6, 6–3                                       |                                        |
| 1988                   | Claudia Kohde-Kilsch                           | Pam Shriver                                    | 6–2, 6–1                                       |                                        |
| 1987                   | Pam Shriver (4)                                | Larisa Savchenko                               | 4–6, 6–2, 6–2                                  |                                        |
| 1986                   | Pam Shriver (3)                                | Manuela Maleeva                                | 6–2, 7–6                                       |                                        |
| 1985                   | Pam Shriver (2)                                | Betsy Nagelsen                                 | 6–1, 6–0                                       |                                        |
| 1984                   | Pam Shriver                                    | Anne White                                     | 7–6, 6–3                                       |                                        |
| 1983                   | Billie Jean King (2)                           | Alycia Moulton                                 | 6–0, 7–5                                       |                                        |
| 1982                   | Billie Jean King                               | Rosalyn Fairbank                               | 6–2, 6–1                                       |                                        |

### Dublu
| An                     | Campioane                                | Finaliste                               | Scor                                   |                                        |
| ---------------------- | ---------------------------------------- | --------------------------------------- | -------------------------------------- | -------------------------------------- |
| 2024                   | Hsieh Su-wei (3) Elise Mertens           | Miyu Kato Zhang Shuai                   | 6–1, 6–3                               |                                        |
| 2023                   | Marta Kostiuk Barbora Krejčíková         | Storm Hunter Alycia Parks               | 6–2, 7–6(9–7)                          |                                        |
| 2022                   | Liudmila Kicenok Jeļena Ostapenko        | Elise Mertens Zhang Shuai               | walkover                               |                                        |
| 2021                   | Marie Bouzková Lucie Hradecká            | Ons Jabeur Ellen Perez                  | 6–4, 2–6, [10–8]                       |                                        |
| 2020                   | Anulat din cauza pandemiei de COVID-19   | Anulat din cauza pandemiei de COVID-19  | Anulat din cauza pandemiei de COVID-19 | Anulat din cauza pandemiei de COVID-19 |
| 2019                   | Hsieh Su-wei (2) Barbora Strýcová (2)    | Anna-Lena Grönefeld Demi Schuurs        | 6–4, 6–7(4–7), [10–8]                  |                                        |
| 2018                   | Tímea Babos (2) Kristina Mladenovic      | Elise Mertens Demi Schuurs              | 4–6, 6–3, [10–8]                       |                                        |
| 2017                   | Ashleigh Barty (2) Casey Dellacqua (2)   | Chan Hao-ching Zhang Shuai              | 6–1, 2–6, [10–8]                       |                                        |
| 2016                   | Karolína Plíšková Barbora Strýcová       | Vania King Alla Kudryavtseva            | 6–3, 7–6(7–1)                          |                                        |
| 2015                   | Garbiñe Muguruza Carla Suárez Navarro    | Andrea Hlaváčková Lucie Hradecká        | 6–4, 6–4                               |                                        |
| 2014                   | Raquel Kops-Jones Abigail Spears         | Ashleigh Barty Casey Dellacqua          | 7–6(7–1), 6–1                          |                                        |
| ↑ Premier tournament ↑ |                                          |                                         |                                        |                                        |
| 2013                   | Ashleigh Barty Casey Dellacqua           | Cara Black Marina Erakovic              | 7–5, 6–4                               |                                        |
| 2012                   | Tímea Babos Hsieh Su-wei                 | Liezel Huber Lisa Raymond               | 7–5, 6–7(2–7), [10–8]                  |                                        |
| 2011                   | Olga Govortsova Alla Kudryavtseva        | Sara Errani Roberta Vinci               | 1–6, 6–1, [10–5]                       |                                        |
| 2010                   | Cara Black (4) Lisa Raymond              | Liezel Huber Bethanie Mattek-Sands      | 6–3, 3–2, RET                          |                                        |
| 2009                   | Cara Black (3) Liezel Huber (2)          | Raquel Kops-Jones Abigail Spears        | 6–1, 6–4                               |                                        |
| 2008                   | Cara Black (2) Liezel Huber              | Séverine Brémond Virginia Ruano Pascual | 6–2, 6–1                               |                                        |
| 2007                   | Chan Yung-jan Chuang Chia-jung           | Sun Tiantian Meilen Tu                  | 7–6(7–3), 6–3                          |                                        |
| 2006                   | Jelena Janković Li Na                    | Jill Craybas Liezel Huber               | 6–2, 6–4                               |                                        |
| 2005                   | Daniela Hantuchová Ai Sugiyama           | Eleni Daniilidou Jennifer Russell       | 6–2, 6–3                               |                                        |
| 2004                   | Maria Kirilenko Maria Sharapova          | Lisa McShea Milagros Sequera            | 6–2, 6–1                               |                                        |
| 2003                   | Els Callens (3) Meilen Tu                | Alicia Molik Martina Navratilova        | 7–5, 6–4                               |                                        |
| 2002                   | Shinobu Asagoe Els Callens (2)           | Kimberly Po-Messerli Nathalie Tauziat   | 6–4, 6–3                               |                                        |
| 2001                   | Cara Black Elena Likhovtseva             | Kimberly Po-Messerli Nathalie Tauziat   | 6–1, 6–2                               |                                        |
| 2000                   | Rachel McQuillan Lisa McShea             | Cara Black Irina Selyutina              | 6–3, 7–6(7–3)                          |                                        |
| 1999                   | Corina Morariu Larisa Neiland (3)        | Alexandra Fusai Inés Gorrochategui      | 6–4, 6–4                               |                                        |
| 1998                   | Els Callens Julie Halard-Decugis         | Lisa Raymond Rennae Stubbs              | 2–6, 6–4, 6–4                          |                                        |
| 1997                   | Katrina Adams Larisa Neiland (2)         | Nathalie Tauziat Linda Wild             | 6–2, 6–3                               |                                        |
| 1996                   | Elizabeth Smylie (2) Linda Wild          | Lori McNeil Nathalie Tauziat            | 6–3, 3–6, 6–1                          |                                        |
| 1995                   | Manon Bollegraf Rennae Stubbs (2)        | Nicole Bradtke Kristine Radford         | 3–6, 6–4, 6–4                          |                                        |
| 1994                   | Zina Garrison-Jackson Larisa Neiland     | Catherine Barclay Kerry-Anne Guse       | 6–4, 6–4                               |                                        |
| 1993                   | Lori McNeil (2) Martina Navratilova      | Pam Shriver Elizabeth Smylie            | 6–3, 6–4                               |                                        |
| 1992                   | Lori McNeil Rennae Stubbs                | Sandy Collins Elna Reinach              | 5–7, 6–3, 8–6                          |                                        |
| 1991                   | Nicole Provis Elizabeth Smylie           | Sandy Collins Elna Reinach              | 6–3, 6–4                               |                                        |
| 1990                   | Larisa Savchenko (3) Natasha Zvereva (3) | Gretchen Magers Lise Gregory            | 3–6, 6–3, 6–3                          |                                        |
| 1989                   | Larisa Savchenko (2) Natasha Zvereva (2) | Meredith McGrath Pam Shriver            | 7–5, 5–7, 6–0                          |                                        |
| 1988                   | Larisa Savchenko Natasha Zvereva         | Leila Meskhi Svetlana Parkhomenko       | 6–4, 6–1                               |                                        |
| 1987                   | Anulat din cauza ploii                   | Anulat din cauza ploii                  | Anulat din cauza ploii                 |                                        |
| 1986                   | Elise Burgin Rosalyn Fairbank            | Elizabeth Smylie Wendy Turnbull         | 6–2, 6–4                               |                                        |
| 1985                   | Terry Holladay Sharon Walsh-Pete (2)     | Elise Burgin Alycia Moulton             | 6–4, 5–7, 6–3                          |                                        |
| 1984                   | Leslie Allen Anne White                  | Barbara Jordan Elizabeth Sayers         | 7–6, 6–3                               |                                        |
| 1983                   | Billie Jean King Sharon Walsh            | Beverly Mould Elizabeth Sayers          | 6–2, 6–4                               |                                        |
| 1982                   | Jo Durie Anne Hobbs                      | Rosie Casals Wendy Turnbull             | 6–3, 6–2                               |                                        |